# Shinri Shioura
Shinri Shioura (塩浦 慎理  Shioura Shinri?), född 26 november 1991 i Isehara, är en japansk simmare.

## Karriär
Shioura tävlade i tre grenar för Japan vid olympiska sommarspelen 2016 i Rio de Janeiro. Han tog sig till semifinal på 50  meter frisim och blev utslagen i försöksheatet på 100 meter frisim. Shioura var även en del av Japans lag som slutade på 8:e plats på 4 x 100 meter frisim. Vid olympiska sommarspelen 2020 i Tokyo var Shioura en del av Japans lag som slutade på 13:e plats på 4×100 meter frisim.